# Tess Wester
Tess Wester (Heerhugowaard, 19 de mayo de 1993) es una jugadora de balonmano neerlandesa que juega de portera en el Odense Håndbold danés y en la selección femenina de balonmano de los Países Bajos.
Además de las medallas que ha logrado con la selección absoluta, también ha ganado el bronce en el Mundial Júnior de 2010 y en el Europeo Júnior de 2011.

## Clubes
- VOC Amsterdam (2008-2010)
- E&O Emmen (2010-2011)
- VfL Oldenburg (2011-2015)
- SG BBM Bietigheim (2015-2018)
- Odense Håndbold (2018- )